# Anatolij Tozik
Anatolij Afanasjewicz Tozik (biał. Анатолій Афанасьевіч Тозік; ros. Анатолий Афанасьевич Тозик, Anatolij Afanasjewicz Tozik; ur. 13 marca 1949, w obwodzie homelskim) – białoruski pracownik aparatu bezpieczeństwa i dyplomata, w latach 2000–2006 przewodniczący Komitetu Kontroli Państwowej Białorusi, w latach 2006–2010 ambasador Białorusi w Chińskiej Republice Ludowej, od 2010 roku zastępca premiera Białorusi.

## Życiorys
Urodził się 13 marca 1949 roku na Polesiu, w obwodzie homelskim Białoruskiej SRR, ZSRR. Ukończył szkołę ze złotym medalem, w 1971 roku – studia z wyróżnieniem na Wydziale Historii Białoruskiego Uniwersytetu Państwowego im. Lenina. Następnie ukończył aspiranturę
na tym samym wydziale. Wykładał na Białoruskim Uniwersytecie Państwowym, posiada tytuł profesora oraz stopień wojskowy pułkownika. Specjalizował się w zagadnieniach doktryn bezpieczeństwa narodowego, posiada jawnie opublikowane monografie.
Od 1979 roku pracował w organach bezpieczeństwa. Był zastępcą kierownika Instytutu Bezpieczeństwa Narodowego Białorusi (dawniej: Wyższych Kursów KGB ZSRR), następnie przeszedł do aparatu Rady Bezpieczeństwa Białorusi. Od 24 lipca 2000 roku pełnił funkcję przewodniczącego Komitetu Kontroli Państwowej Białorusi. 13 kwietnia 2006 roku został ambasadorem Białorusi w Chińskiej Republice Ludowej. W tym okresie otrzymał od Alaksandra Łukaszenki oficjalną naganę za brak kontroli nad ścisłym wykonywaniem poleceń Głowy Państwa. 28 grudnia 2010 roku został zdymisjonowany ze stanowiska ambasadora i mianowany zastępcą premiera Białorusi.
Kawaler Orderu Ojczyzny III stopnia, Orderu Honoru.

## Życie prywatne
Anatolij Tozik jest żonaty. Jego żona jest historyczką i pracuje w archiwum, córka jest finansistką.